# Mistrzostwa świata w szachach 2018
Mistrzostwa świata w szachach 2018 – mecz szachowy o tytuł indywidualnego mistrza świata rozegrany w listopadzie 2018 roku w Londynie – między broniącym tytułu Magnusem Carlsenem z Norwegii a reprezentującym Stany Zjednoczone pretendentem Fabiano Caruaną. Carlsen przystępował do rywalizacji jako panujący od 2013 roku mistrz świata, a Caruana zakwalifikował się do meczu jako zwycięzca turnieju pretendentów, który odbył się w marcu 2018 w Berlinie. Każda z dwunastu partii rozgrywanych w szachach klasycznych zakończyła się remisem, natomiast w przeprowadzonej w szachach szybkich dogrywce Carlsen wygrał wszystkie trzy partie i tym samym obronił tytuł mistrza świata.

## Tło
Mistrzostwa świata w szachach organizowane są przez Międzynarodową Federację Szachową i odbywają się według formuły bezpośredniego meczu pomiędzy panującym mistrzem a aspirującym do tytułu pretendentem, którego wyłania się za pomocą specjalnego turnieju pretendentów. Magnus Carlsen zdobył swój tytuł w 2013 roku, kiedy to najpierw zwyciężył w turnieju pretendentów, a następnie w meczu mistrzowskim pokonał Viswanathana Ananda z Indii wynikiem 6½: 3½. Rok później w meczu rewanżowym Carlsen obronił tytuł wygrywając (6½: 4½). W 2016 roku obronił tytuł po raz kolejny, pokonując po dogrywce Siergieja Kariakina 9 : 7.
Turniej pretendentów, który miał wyłonić meczowego rywala dla Carlsena, odbył się w dniach od 10 do 28 marca 2018 w Berlinie i zestawił przeciwko sobie ośmiu zawodników zakwalifikowanych różnymi drogami. Uczestnikami turnieju zostali: przegrany ostatniego meczu o mistrzostwo świata (Siergiej Kariakin), zwycięzca oraz finalista Szachowego Pucharu Świata z 2017 roku (odpowiednio Lewon Aronian oraz Ding Liren), dwóch najlepszych graczy cyklu Grand Prix 2017 (Şəhriyar Məmmədyarov oraz Aleksandr Griszczuk), dwóch zawodników z najwyższym uśrednionym rankingiem za 2017 rok (Fabiano Caruana oraz Wesley So), a także jeden gracz z dziką kartą przyznaną przez organizatorów (Władimir Kramnik).
Rywalizacja w turnieju pretendentów odbyła się systemem dwukołowym, gdzie każdy uczestnik grał z każdym z przeciwników dwukrotnie – raz kolorem białym, a raz czarnym. Zdobywca największej liczby punktów uzyskał prawo do gry w meczu o mistrzostwo świata z Magnusem Carlsenem. Turniej pretendentów zwyciężył Fabiano Caruana z wynikiem 9/14.
| Poz. | Zawodnik             | Ranking | Wyniki | Wyniki | Wyniki | Wyniki | Wyniki | Wyniki | Wyniki | Wyniki | Wyniki | Wyniki | Wyniki | Wyniki | Wyniki | Wyniki | Wyniki | Wyniki | Punkty | Bezpośr. pojedynki | Wygrane partie |
| Poz. | Zawodnik             | Ranking | CAR    | CAR    | MAM    | MAM    | KAR    | KAR    | LIR    | LIR    | KRA    | KRA    | GRI    | GRI    | SO     | SO     | ARO    | ARO    | Punkty | Bezpośr. pojedynki | Wygrane partie |
| ---- | -------------------- | ------- | ------ | ------ | ------ | ------ | ------ | ------ | ------ | ------ | ------ | ------ | ------ | ------ | ------ | ------ | ------ | ------ | ------ | ------------------ | -------------- |
| 1    | Fabiano Caruana      | 2760    | –      | –      | ½      | ½      | ½      | 0      | ½      | ½      | ½      | 1      | 1      | ½      | 1      | ½      | 1      | ½      | 9      |                    |                |
| 2    | Şəhriyar Məmmədyarov | 2794    | ½      | 0      | –      | –      | 1      | ½      | ½      | ½      | ½      | ½      | ½      | ½      | 1      | ½      | ½      | ½      | 8      | 1½                 |                |
| 3    | Siergiej Kariakin    | 2762    | 1      | 0      | ½      | 0      | –      | –      | 1      | ½      | 1      | ½      | ½      | ½      | ½      | 0      | 1      | ½      | 8      | ½                  |                |
| 4    | Ding Liren           | 2757    | ½      | ½      | ½      | ½      | ½      | 0      | –      | –      | ½      | 1      | ½      | ½      | ½      | ½      | ½      | ½      | 7½     |                    |                |
| 5    | Władimir Kramnik     | 2786    | ½      | ½      | ½      | ½      | ½      | 0      | 0      | ½      | –      | –      | ½      | ½      | 1      | ½      | ½      | 1      | 6½     | 1                  | 3              |
| 6    | Aleksandr Griszczuk  | 2793    | ½      | ½      | ½      | ½      | ½      | ½      | ½      | ½      | ½      | ½      | –      | –      | ½      | ½      | ½      | ½      | 6½     | 1                  | 2              |
| 7    | Wesley So            | 2790    | ½      | 0      | ½      | 0      | 1      | ½      | ½      | ½      | ½      | 0      | ½      | ½      | –      | –      | 1      | 1      | 6      |                    |                |
| 8    | Lewon Aronian        | 2780    | ½      | 0      | ½      | ½      | ½      | 0      | ½      | ½      | 0      | ½      | ½      | ½      | 0      | 0      | –      | –      | 4½     |                    |                |

## Zasady meczu
Pojedynek według regulaminu miał być dwunastopartiowy, z czasem 100 minut dla zawodnika na wykonanie pierwszych 40 posunięć w partii, następnie z dodatkowymi 50 minutami na kolejne 20 ruchów, a później jeszcze z dalszymi 15 minutami na dokończenie danej rozgrywki. Jednocześnie gracze zyskiwać mieli po 30 sekund dodatkowego czasu za każde wykonane przez siebie posunięcie. W przypadku nierozstrzygniętego po dwunastu partiach rezultatu, następować miała dogrywka.
Dogrywkę miał stanowić czteropartiowy minimecz szachów szybkich, z tempem 25 minut na partię dla zawodnika i 10 sekundami bonifikaty czasowej za każdy ruch. W przypadku i tutaj remisowego wyniku, następnym krokiem byłaby rywalizacja dwupartiowa w szachach błyskawicznych, z czasem po 5 minut na partię i 3 sekundami bonifikaty za posunięcie. Takich dwupartiowych pojedynków nie mogło być jednak więcej aniżeli pięć. Wtedy rozegrano by jedną, ostateczną partię, która musiałaby już przynieść rozstrzygnięcie. Czarny kolor dysponowałby w niej czterema minutami na grę przy pięciu minutach dla białych, ale do zdobycia tytułu wystarczałby mu remis, przy czym wybór koloru figur otrzymywałby gracz wygrywający losowanie.
Sędzinią główną była Stéphane Escafre z Francji. Pula nagród wynosiła 1 milion euro, gdzie wygrany otrzymywał 60% puli a przegrany 40%, ale jeśli doszłoby do dogrywki to podział wynosi 55–45%.

## Mecz
|                 | 1 | 2 | 3 | 4 | 5 | 6 | 7 | 8 | 9 | 10 | 11 | 12 | Wynik |
| --------------- | - | - | - | - | - | - | - | - | - | -- | -- | -- | ----- |
| Fabiano Caruana | ½ | ½ | ½ | ½ | ½ | ½ | ½ | ½ | ½ | ½  | ½  | ½  | 6     |
| Magnus Carlsen  | ½ | ½ | ½ | ½ | ½ | ½ | ½ | ½ | ½ | ½  | ½  | ½  | 6     |

### Dogrywka
|                 | 1 | 2 | 3 | Wynik |
| --------------- | - | - | - | ----- |
| Fabiano Caruana | 0 | 0 | 0 | 0     |
| Magnus Carlsen  | 1 | 1 | 1 | 3     |

## Kontrowersje
Ostrożna strategia przyjęta przez obu przeciwników podczas rozgrywania pojedynku wywołała w środowisku szachowym dyskusję na temat ryzyka spadku zainteresowania tą dyscypliną z uwagi na zbyt liczne partie remisowe. W tym kontekście przypomniano różnorodne koncepcje uatrakcyjnienia rozgrywki, w tym nadania jej wymiaru losowego, utrudniającego grę zachowawczą z wykorzystaniem utartych schematów. Zaproponowano np. wprowadzenie w rozrywkach pomysłu Bobby’ego Fischera tzw. „szachów 960”, w których przeciwnicy losują rozstawienie figur na pierwszej i ósmej linii szachownicy, przy zachowaniu ustawienia pionów.